# Le Maléfice de l'améthyste
Le Maléfice de l'améthyste est le vingt-sixième album et la trente-et-unième histoire de la série Yoko Tsuno de Roger Leloup (l'album Aventures électroniques comporte six récits). Il est publié en album le 16 novembre 2012.
Quatrième tirage limité grand format (esquisse d'une œuvre) avec de nombreux crayonnés a été édité à cette même date.

## Résumé
Après des vacances en Russie, Yoko et Émilia se rendent en Écosse car la jeune fille doit y recevoir un héritage. L'adolescente a hérité d'un cottage dans le centre de l'Écosse qui a appartenu à son arrière-grand-tante Gloria. Mais Emilia reçoit également une lettre de cette femme écrite en 1935, la « remerciant de lui avoir sauvé la vie ».
Sceptiques, Yoko et Émilia se rendent à la bâtisse, toujours occupée (Émilia n'en possède actuellement que la nue-propriété). La maison est habitée par un scientifique. L'homme se présente comme étant Malcom Hendry et explique qu'il est le fiancé de l'arrière-grand-tante d'Émilia. Il a inventé en 1934 une machine à voyager dans le temps. Lorsque Gloria contracte la tuberculose quelques mois après, il décide de partir chercher le remède dans le futur. Il atterrit « au pif » en 1977 mais la machine se casse en arrivant.
Bloqué dans le futur et sans aucun document, il va mettre plus de 30 ans à reconstituer l’appareil. Celui-ci est maintenant prêt et l'homme n'attendait que la visite d'Émilia et de Yoko. Il précise être désormais trop vieux pour un tel voyage. Et le journal de Gloria (finalement décédée en 1975 donc sans avoir revu son fiancé) mentionne que ce sont les deux jeunes femmes qui lui ont apporté le remède. Les deux amies reviennent donc le 12 juin 1934, quelques minutes après le départ sans retour de Malcom. Bien vite, Yoko et Émilia apprennent que c'est un bijou fabuleux, l'améthyste, qui aurait provoqué l’apparition de la maladie chez Gloria…

## Personnages

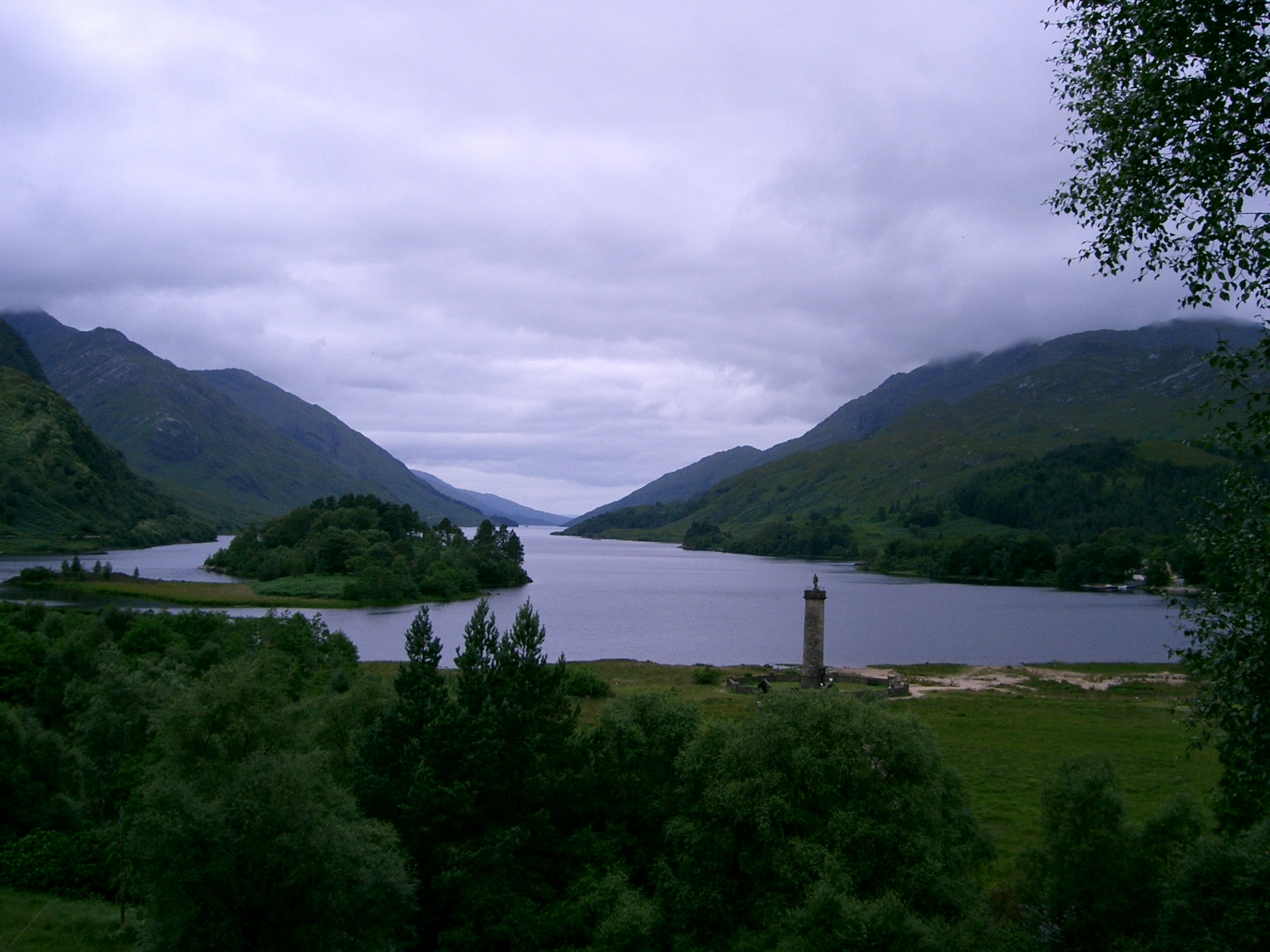
Le loch Shiel en Écosse.

| Trio                                  | Terriens                                              |
| ------------------------------------- | ----------------------------------------------------- |
| - Yoko Tsuno - Vic Vidéo - Pol Pitron | - Rosée du matin - Émilia Mac Kinley - Mieke - Bonnie |

## La tuberculose dans les années 1930
Il n'y a pas d'erreur d'uchronie pour un personnage des années 1930 à aller chercher un remède contre la tuberculose dans le futur. Le vaccin contre la tuberculose existe déjà à cette époque puisqu'il a été mis au point par le docteur Calmette et Camille Guérin dans les années 1920 (la date exacte reste difficile à déterminer, mais il est connu et fiable au plus tard en 1928). Mais comme tout vaccin, il ne demeure qu'une prévention. Si la maladie s'attaque à une personne non immunisée, comme Gloria, seul un médicament peut soigner. Et l'antibiotique en question, la streptomycine, qui guérit de la maladie a posteriori ne sera inventé qu'en 1946.

## Une histoire des années 1930
En passionné d'aviation, Roger Leloup désirait réaliser une série traitant de l'aviation commerciale naissante des années 30. Il avait même créé un nouveau personnage pour l'occasion, qui n'est autre qu'Émilia Mac Kinley, aviatrice fille d'un pilote aventurier. Il avait même écrit un scénario pour une première histoire. Seulement, il a rapidement réalisé qu'il manquerait de temps pour mener deux séries simultanément. Il a donc utilisé ce personnage pour sa série existante Yoko Tsuno, qu'il a fait intervenir pour la première fois dans l'histoire Le Septième Code. Toutefois, il tenait à réaliser une histoire se déroulant en 1934, époque à laquelle il avait un an. Pour l'occasion, il avait ainsi réuni une documentation sur l'époque et découvert les superbes aéronefs qui sillonnaient le ciel à cette époque et qu'il avait envie de faire revivre. C'est ainsi que lui vint l'idée du Maléfice de l'améthyste.
Au début de cette histoire consacrée aux avions, Émilia et Yoko convoient le Tsar vers l'Écosse, ce qui permet de recadrer les héroïnes dans leur passion des avions et à la première de se mettre à niveau pour piloter les appareils qu'elle rencontrerait lors du voyage temporel. Ensuite, il fallait l'envoyer vers ses ancêtres et la doter d'une structure familiale. Pour mener les personnages vers 1934, le bédéiste désirait créer une machine temporelle un peu rétro, qui les effraierait. Ensuite, il devait motiver le suspense à travers différents éléments (un étrange testament, une tombe vide et un cottage mystérieux), autant de questions auxquelles seul un voyage vers le passé pouvait répondre.

## Une grande famille pour Émilia
Cette histoire étant centrée sur la famille d'Émilia à travers plusieurs générations, Leloup a rédigé son arbre généalogique afin d'être sûr de ne pas se tromper. Celui-ci est organisé sur plus d'un siècle, allant de la fin du XIXe siècle au début des années 2010. Y figurent la mère russe du personnage (Ludmila Petrushenkova), mais surtout ses ancêtres écossais.

## L'affaire Anastasia
L'intrigue évoque un personnage au centre d'une mystérieuse affaire, Anastasia Nikolaïevna de Russie. Quatrième fille du tsar Nicolas II de Russie, elle et sa famille des Romanov subissent un massacre dans la nuit du 16 au 17 juillet 1918 par les bolcheviks, peu après la Révolution de février 1917. Toute la famille semble avoir été massacrée. Sauf que des doutes subsistent... Le 17 février 1920, une femme du nom d'Anna Anderson présente être Anastasia et avoir survécu. Elle déchaîna les débats plusieurs décennies, entre ceux qui la considèrent comme la princesse et ceux qui la tiennent pour une usurpatrice. Jusqu'à ce que des tests ADN lui donnent tort. Mais en 1934, ces tests n'avaient pas encore été réalisés. Ainsi, Leloup imagina que des Russes blancs réfugiés en Angleterre lui prêtent allégeance en lui offrant une améthyste, pierre impériale. Toutefois, il s'est interdit d'employer ce personnage historique comme motif principal de l'histoire, préférant n'en faire qu'un des éléments conducteurs. Il précise que « On a tant écrit sur elle, réalisé des films... Elle est une « pierre philosophale » pour les fantaisistes en littérature. Chacun y puise sa vérité historique et je voulais que Yoko n'y change rien ». Il voulait surtout maintenir intact le climat de l’époque.

## Maquettes
Pour dessiner certains éléments de l'histoire, l'auteur a dû réaliser des maquettes. C'est le cas pour des avions comme le Tsar. Mais également pour le cottage dans lequel vivent plusieurs personnages et qui apparaît dans différentes aventures. En plus de représenter les extérieurs, elle représente également les différentes pièces, avec les meubles qui les composent.

## Lieux
- Russie (Saint-Pétersbourg)
- Loch Castle, château imaginaire situé en Écosse
- un cottage à proximité d'Édimbourg
- Aéroport de Croydon, dans la banlieue de Londres
- quelque part sur la mer du Nord

## Avions
L'album est très porté sur l'aviation, car ce ne sont pas moins de 11 avions qui y sont représentés.
On y retrouve le Tsar de l'album n°24 Le Septième Code. Ce dernier, conçu pour un usage local, vole par antigravitation. Le bédéiste souhaitait élargir son rayon d'action et assurer sa sécurité au cas où les courants telluriques baisseraient, base de ses déplacements. C'est pour cette raison qu'il lui a rajouté un micro-réacteur classique, similaire à ceux du Colibri, ainsi que des réservoirs supplémentaires.
Lorsqu'elle découvre l'intérieur du Handley Page H.P.42, Emilia compare la décoration luxueuse à celle de l'Orient-Express ; l'intention des décorateurs était d'imiter le style de la Pullman Company, similaire à celui du train mythique.
La livraison de l'améthyste devait se réaliser en mer, rendant alors indispensable l'usage d'un hydravion. Le Short S.17 Kent était en 1934 le seul de ce type capable de transporter huit personnes dans une cabine spacieuse, avec service à bord. Toutefois, Leloup ne pouvant utiliser un des trois appareils existants alors, il en imagina un quatrième exemplaire non achevé, racheté et aménagé par Sir Archibald.
À l'époque, les Soviets raffolaient de gigantisme et ont ainsi conçu un mastodonte, le Kalinine K-7. Conçu pour impressionner, il était toutefois un colosse au pied d'argile. Ainsi, l'électronicienne parvient à se débarrasser de celui présent dans l'épisode grâce à son adresse et sa chance en fonçant en avion sur une de ses ailes. Pour concevoir, le bédéiste s'est basé d'un des prototypes de l'appareil, dont il a modifié la cabine, déplacé le septième moteur en pointe avant et doté de flotteurs,.

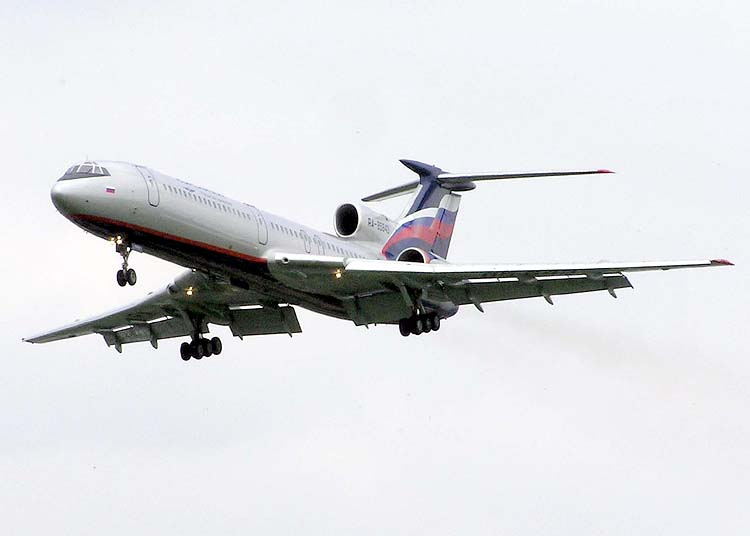
Tupolev Tu-154 Aeroflot.
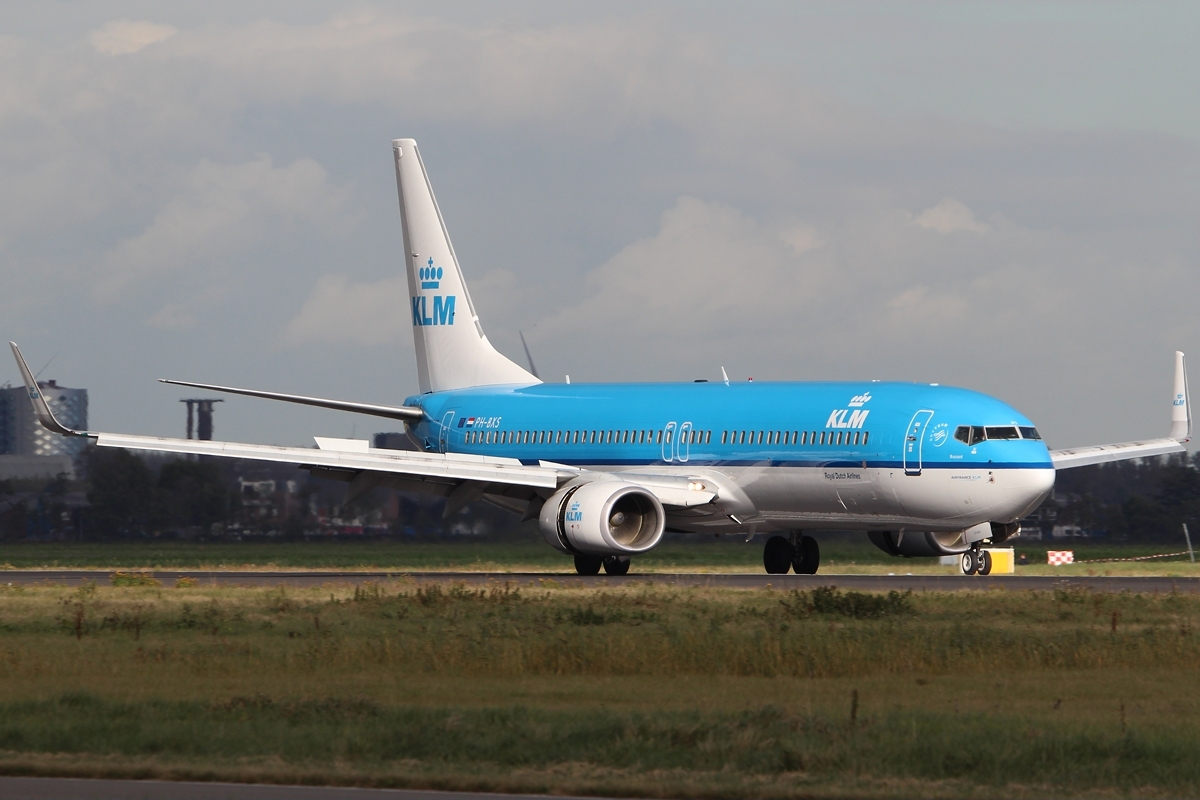
Boeing 737 NG KLM.
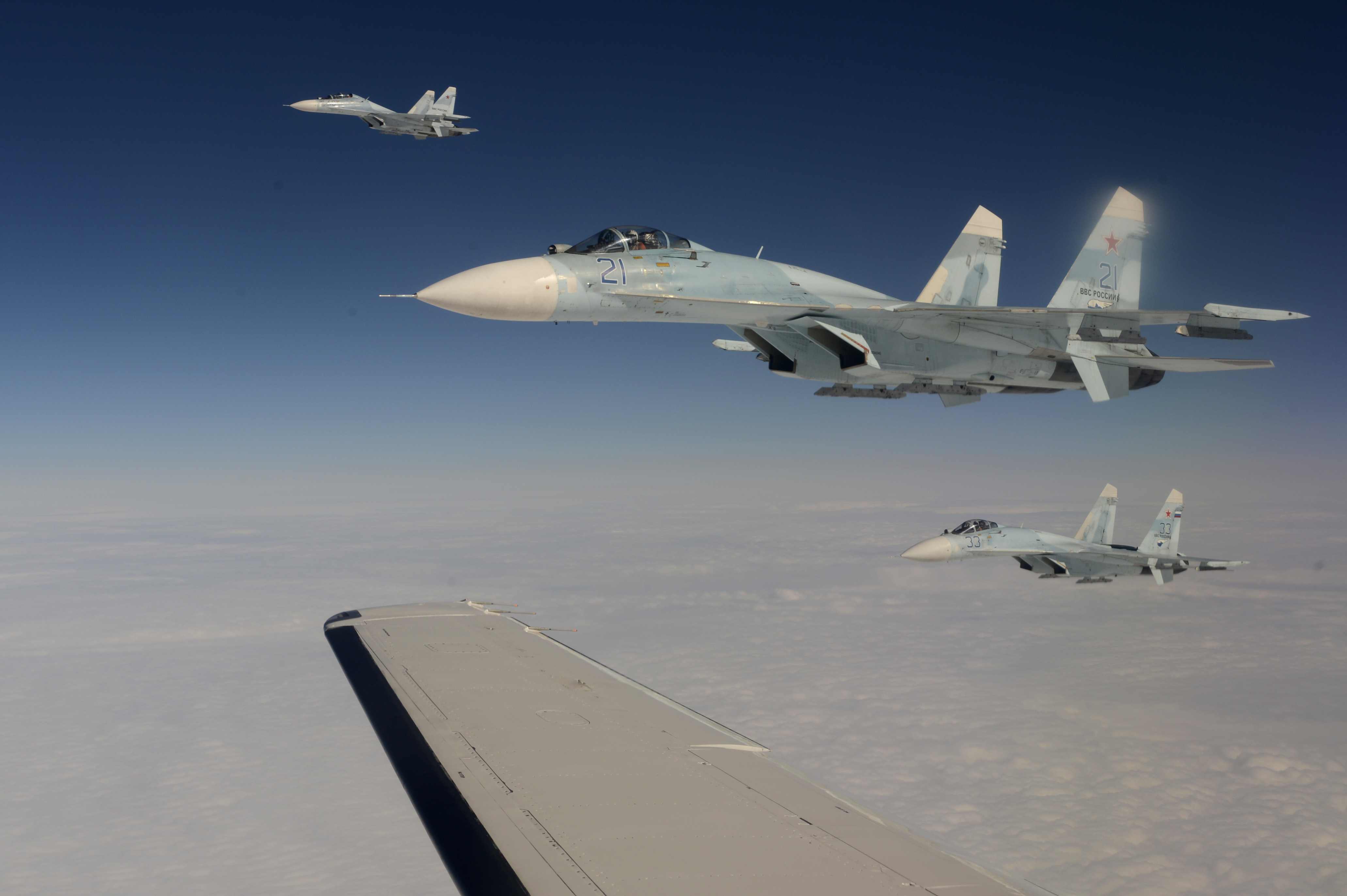
Soukhoï Su-27, Armée de l'air russe.
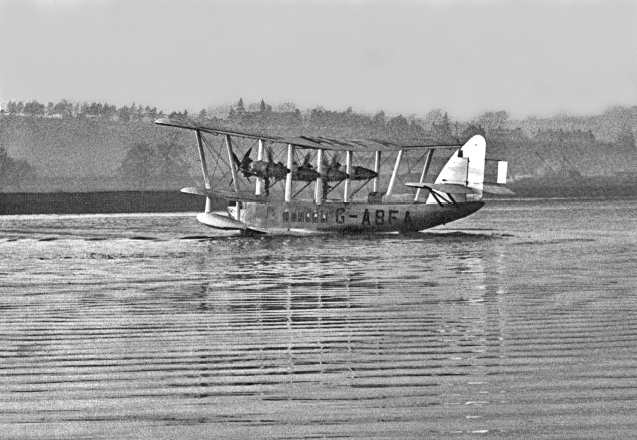
Short S.17 Kent.
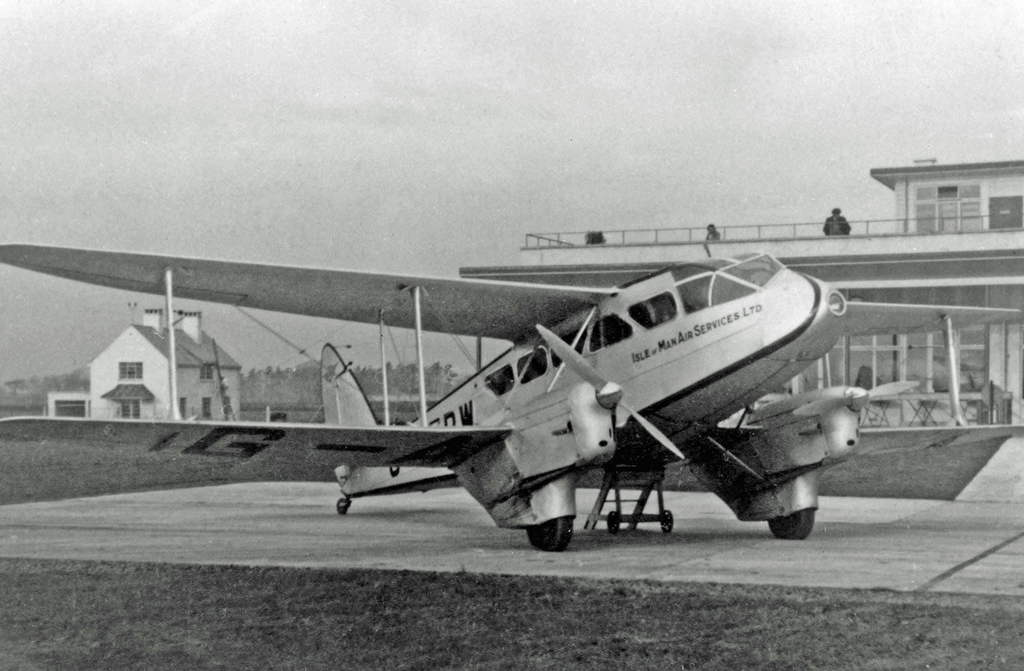
De Havilland DH.89 Dragon Rapide.
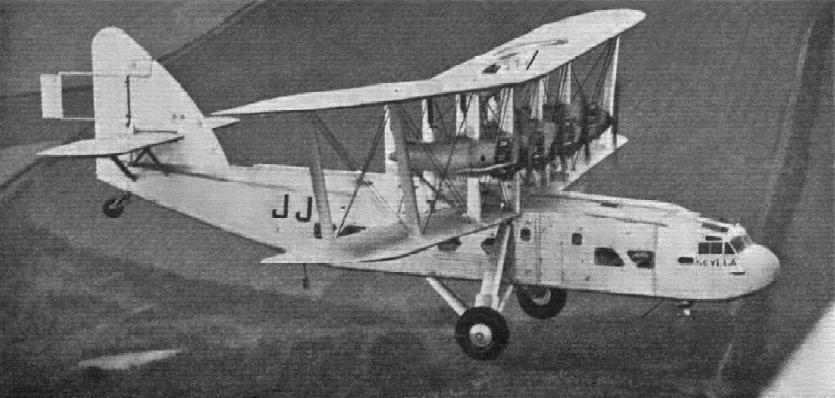
Short L.17 Scylla.
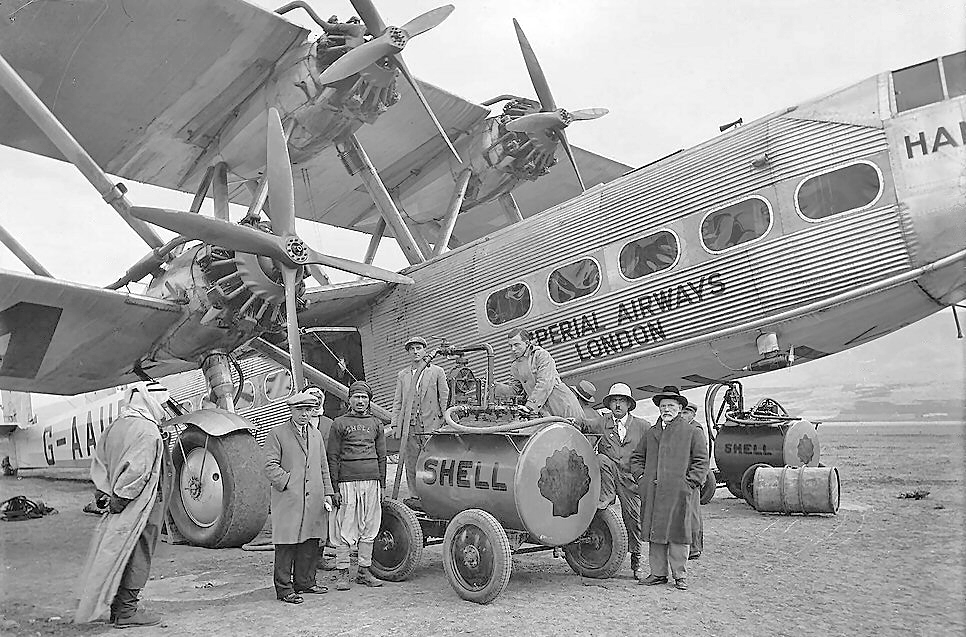
Handley Page H.P.42.
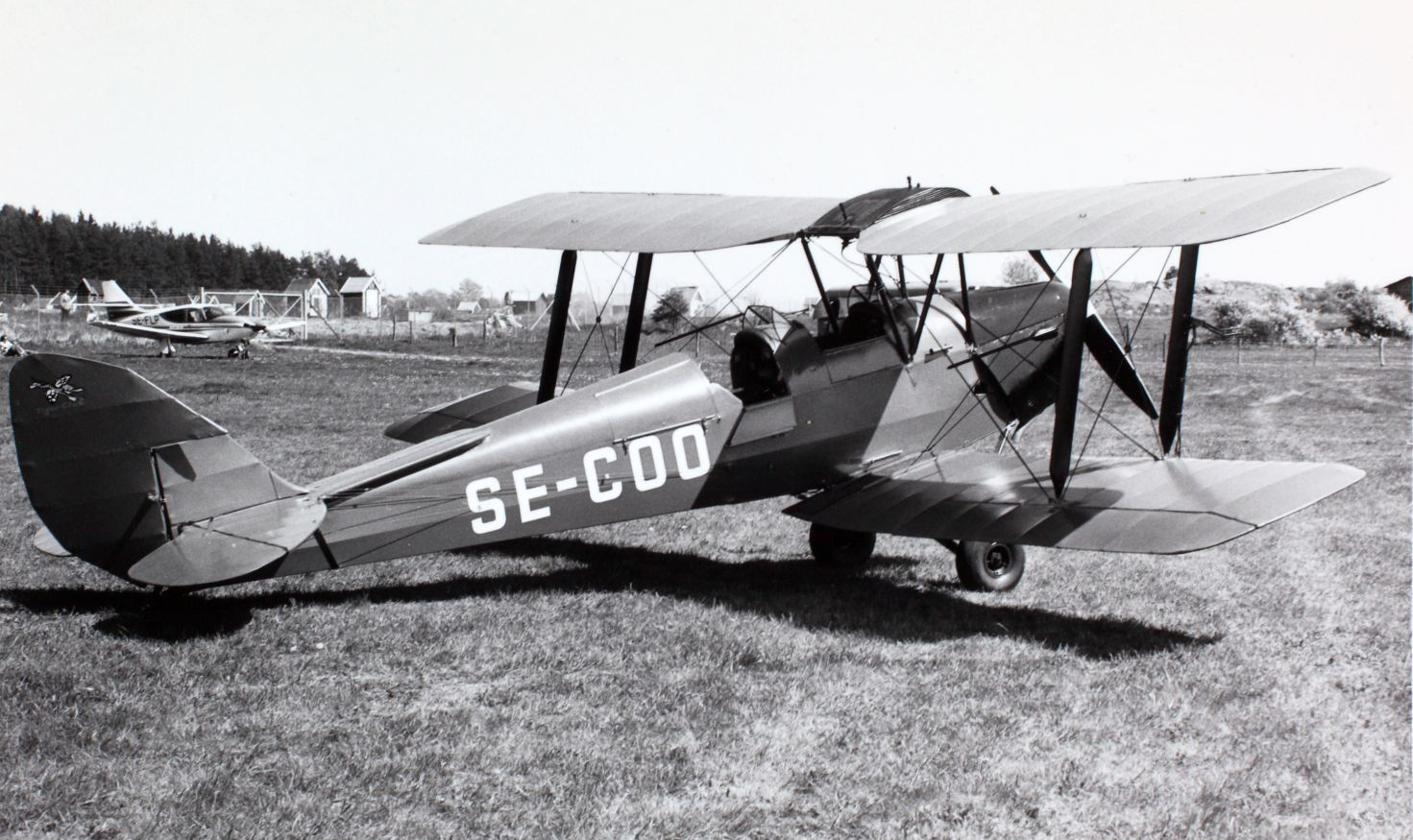
De Havilland DH.82 Tiger Moth.
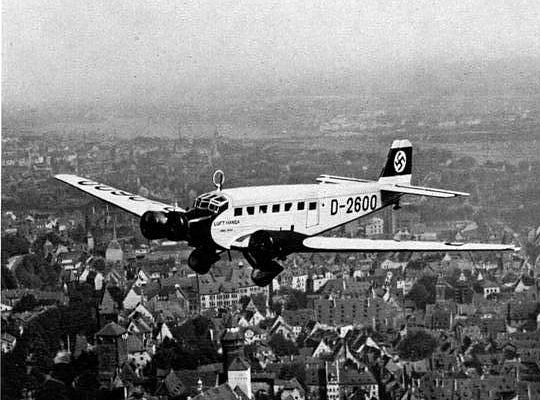
Junkers Ju 52 Lufthansa.
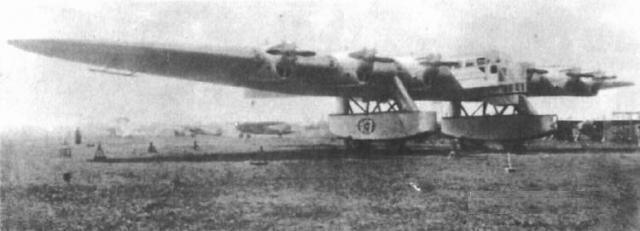
Le Kalinine K-7 qui inspira sans doute l'Aigle rouge[3].

## Autres véhicules
Bien que cette aventure mette à l'honneur les avions, d'autres véhicules y prennent place. Ainsi, Yoko emmène Émilia vers son cottage à bord d'une Lotus Elise. Parvenues dans le passé, elles se mettent au volant d'une Bugatti S55 neuve.

## Publication

### Revues
L'épisode est paru dans le magazine Spirou, du numéro 3888 (17 octobre 2012) au numéro 3893 (21 novembre 2012),.

### Album
- Édition classique : 46 planches, format normal. Dupuis, 2012 (DL 11/2012) (ISBN 978-2-8001-4862-5)
- Édition spéciale : 46 planches, format 258x366 mm. Contient un dossier "Esquisses d'une œuvre" de 32 pages. Dupuis, (DL 11/2012) (ISBN 978-2-8001-5690-3)[6]